# 加雷斯·亨利
加雷斯·亨利（英語：Gareth Henry，1991年8月10日—），牙買加男子羽毛球運動員。

## 簡歷
2013年10月，加雷斯·亨利出戰聖多明哥羽毛球公開賽，與塞缪尔·奥布莱恩·里基茨合作赢得男子雙打冠軍。
2018年3月，加雷斯·亨利出戰牙買加羽毛球國際賽，與塞缪尔·奥布莱恩·里基茨合作拿得男子雙打比賽亞軍。

## 主要比賽成績
只列出曾進入準決賽的國際賽事成績：
| 年份   | 賽事                         | 公開賽級別 | 項目     | 拍檔                   | 成績   |
| ------ | ---------------------------- | ---------- | -------- | ---------------------- | ------ |
| 2008年 | 泛美洲青年羽毛球錦標賽       | 其他       | 男子雙打 | Chadwick Parsons       | 亞軍   |
| 2009年 | 泛美洲青年羽毛球錦標賽       | 其他       | 男子單打 | －                     | 亞軍   |
| 2011年 | 聖多明哥羽毛球公開賽         | 國際系列賽 | 男子雙打 | Charles Pyne           | 冠軍   |
| 2013年 | 加勒比地區羽毛球聯合會國際賽 | 未來系列賽 | 男子雙打 | 比约恩·赛根            | 冠軍   |
| 2013年 | 加勒比地區羽毛球聯合會國際賽 | 未來系列賽 | 混合雙打 | 格奥尔丁·亨利          | 亞軍   |
| 2013年 | 聖多明哥羽毛球公開賽         | 國際系列賽 | 男子雙打 | 塞缪尔·奥布莱恩·里基茨 | 冠軍   |
| 2014年 | 吉拉爾迪拉羽毛球賽           | 國際系列賽 | 男子雙打 | 塞缪尔·奥布莱恩·里基茨 | 準決賽 |
| 2014年 | 吉拉爾迪拉羽毛球賽           | 國際系列賽 | 混合雙打 | 格奥尔丁·亨利          | 準決賽 |
| 2015年 | 波多黎各羽毛球國際系列賽     | 國際系列賽 | 男子單打 | －                     | 準決賽 |
| 2015年 | 加勒比地區羽毛球聯合會國際賽 | 未來系列賽 | 男子單打 | －                     | 冠軍   |
| 2015年 | 加勒比地區羽毛球聯合會國際賽 | 未來系列賽 | 男子雙打 | Dayvon Reid            | 冠軍   |
| 2015年 | 加勒比地區羽毛球聯合會國際賽 | 未來系列賽 | 混合雙打 | 凯瑟琳·温特            | 亞軍   |
| 2016年 | 牙買加羽毛球國際賽           | 國際系列賽 | 混合雙打 | 格奥尔丁·亨利          | 準決賽 |
| 2016年 | 泛美洲羽毛球錦標賽           | 其他       | 混合團體 | －                     | 第四名 |
| 2017年 | 牙買加羽毛球國際賽           | 國際系列賽 | 男子雙打 | Garron Palmer          | 準決賽 |
| 2017年 | 牙買加羽毛球國際賽           | 國際系列賽 | 混合雙打 | 格奥尔丁·亨利          | 準決賽 |
| 2017年 | 加勒比地區羽毛球聯合會公開賽 | 國際系列賽 | 男子雙打 | 塞缪尔·奥布莱恩·里基茨 | 冠軍   |
| 2017年 | 蘇利南羽毛球國際賽           | 國際系列賽 | 男子雙打 | 塞缪尔·奥布莱恩·里基茨 | 亞軍   |
| 2018年 | 泛美洲羽毛球男女子團體錦標賽 | 其他       | 男子團體 | －                     | 季軍   |
| 2018年 | 牙買加羽毛球國際賽           | 國際系列賽 | 男子雙打 | 塞缪尔·奥布莱恩·里基茨 | 亞軍   |
| 2018年 | 秘魯羽毛球國際賽             | 國際系列賽 | 男子雙打 | 塞缪尔·奥布莱恩·里基茨 | 準決賽 |
| 2019年 | 牙買加羽毛球國際賽           | 國際系列賽 | 男子雙打 | 塞繆爾·奧布萊恩·里基茨 | 亞軍   |
| 2019年 | 泛美洲羽毛球錦標賽           | 其他       | 男子雙打 | 塞繆爾·奧布萊恩·里基茨 | 季軍   |
| 2019年 | 加勒比地區羽毛球聯合會國際賽 | 國際系列賽 | 男子雙打 | 塞繆爾·奧布萊恩·里基茨 | 冠軍   |

| 2007-2017年 | 首要超級賽 | 超級賽 | 黃金大獎賽 | 大獎賽 | 國際挑戰賽 | 國際系列賽 | 未來系列賽 | 其他 |

| 2018-2026年 | 總決賽 | 超級1000賽 | 超級750賽 | 超級500賽 | 超級300賽 | 超級100賽 | 國際挑戰賽 | 國際系列賽 | 未來系列賽 | 其他 |